# Thassoblaniulus simplarius
Thassoblaniulus simplarius är en mångfotingart som beskrevs av Jean-Paul Mauriès 1985. Thassoblaniulus simplarius ingår i släktet Thassoblaniulus och familjen pärlbandsfotingar. Inga underarter finns listade i Catalogue of Life.